# Umoonasaurus
Umoonasaurus – rodzaj niewielkiego plezjozaura z grupy Pliosauroidea. Żył we wczesnej kredzie w morzach na obecnych terenach Australii. W osadach datowanych na apt lub alb, około 115 mln lat, odkryto cztery szkielety, w tym jeden niemal kompletny, należące do trzech osobników dorosłych i jednego młodocianego, które przypisano do tego rodzaju. Umoonasaurus osiągał niewielkie rozmiary – jego długość ocenia się na około 2,5 m. Holotypem jest AM F99374, niemal kompletny i niezniszczony, zachowany w trzech wymiarach zopalizowany szkielet dorosłego osobnika, przezwanego „Henry”. Umoonasaurus żył stosunkowo późno, był jednak zbudowany bardziej prymitywnie niż taksony żyjące wcześniej. Jedną z jego cech charakterystycznych jest grzebień kostny znajdujący się na linii pośrodkowej czaszki oraz nad oczami. Funkcje tego grzebienia pozostają niejasne, jednak wydaje się on zbyt kruchy, by mógł służyć do obrony lub walk wewnątrzgatunkowych. Za życia zwierzęcia prawdopodobnie był on pokryty substancją rogową, co zwiększało jego wysokość, dlatego możliwe, że służył on jako ozdoba i odgrywał rolę w okresie godowym. Skamieniałości Umoonasaurus zostały początkowo uznane za reprezentujące nowy gatunek rodzaju Leptocleidus, jednak analiza przeprowadzona w 2006 roku przez Benjamina Keara i współpracowników odrzuciła tę hipotezę i zasugerowała, że Umoonasaurus był najbardziej bazalnym przedstawicielem grupy romaleozaurów, obejmującej przeważnie bardzo duże plezjozaury o krótkich szyjach i dużych głowach. Analiza filogenetyczna wykonana przez Adama Smitha i Garetha Dyke’a wsparła jednak hipotezę Keara z 2003 roku, umieszczając Umoonasaurus w grupie Leptocleididae jako takson siostrzany rodzaju Leptocleidus.
Umoonasaurus zasiedlał tereny przesmyku położonego na wysokich szerokościach geograficznych (około 70°S). Wody te w trakcie zim niemal zamarzały, jednak żyły tam zróżnicowane gady morskie, takie jak plezjozaury, ichtiozaury i mozazaury, co sugeruje, iż gady przystosowały się do niskich temperatur wytwarzając szereg adaptacji, jak np. podwyższony metabolizm.
Nazwa rodzajowa Umoonasaurus pochodzi od słowa Umoona, oznaczającego w języku Antakarinya Coober Pedy – miejsce, w którym odnaleziono holotyp – oraz greckiego sauros („jaszczur”). Jedynym znanym gatunkiem należącym do tego rodzaju jest Umoonasaurus demoscyllus. Nazwa gatunkowa została ukuta w oparciu o greckie słowo demos („lud”) oraz imię Scylli, morskiego potwora z mitologii greckiej – odnosi się ona do faktu, iż holotyp zakupiono z dotacji publicznych.